# 힐베르트 모듈러 다형체
수학에서 힐베르트 모듈러 곡면(영어: Hilbert modular surface) 또는 힐베르트-블루멘탈 곡면(영어: Hilbert–Blumenthal surface)은 힐베르트 모듈러 군에 의해 상반 평면의 두 복사본의 곱의 몫을 취하여 얻은 대수 곡면이다. 보다 일반적으로, 힐베르트 모듈러 다형체(Hilbert modular variety)는 힐베르트 모듈러 군에 의해 상반 평면의 여러 복사본의 곱의 몫을 취하여 얻은 대수 다형체이다.
힐베르트 모듈러 곡면은 Blumenthal이 처음 정의 하였다. 약 10년 전에 힐베르트가 쓴 일부 미출판 원고를 사용했다.

## 정의
R이 실수 이차 수체의 정수환인 경우 힐베르트 모듈러 군 SL 2 ( R )은 상반 평면 H의 두 복사본 H × H 의 곱에 작용한다. 이 작용과 관련된 여러 개의 쌍유리적 동형 곡면이 있으며, 그 중 하나를 힐베르트 모듈러 곡면 이라고 부를 수 있다.
- 곡면 X는 SL 2 ( R )에 의한 H × H 의 몫이다. 이는 콤팩트하지 않으며 일반적으로 중요하지 않은 등방성 군이 있는 점에서 나오는 몫 특이점을 갖다.
- 곡면 X *는 동작의 교두 에 해당하는 유한 개수의 점을 추가하여 X 에서 얻다. 이는 컴팩트하며 X 의 몫 특이점뿐만 아니라 끝 부분에도 특이점을 갖다.
- 곡면 Y는 최소한의 방법으로 특이점을 해결하여 X * 에서 얻다. 이는 작고 매끄러운 대수 곡면 이지만 일반적으로 최소 수준은 아니다.
- 곡면 Y 0 은 특정 예외적인 − 1-곡선을 불어서 Y 로부터 얻다. 부드럽고 컴팩트하며 종종 (항상 그런 것은 아니지만) 최소화된다.

이 구성에는 여러 가지 변형이 있다.
- 힐베르트 모듈러 군은 합동 부분 군과 같은 유한 지수의 일부 부분 군으로 대체될 수 있다.
- 차수 2의 군으로 힐베르트 모듈러 군을 확장하고, 갈루아 작용을 통해 힐베르트 모듈러 군에 작용하고, 상반 평면의 두 복사본을 교환할 수 있다.

## 특이점
히르체부르흐는 1953년에 어떻게 몫 특이점을 해결하였고 1971년에 첨점 특이점을 해결하였다.

## 곡면 분류
Hirzebruch (1971), Hirzebruch & Van de Ven (1974) 및 Hirzebruch & Zagier (1977) 논문은 대수 곡면 분류 에서 해당 유형을 식별했다. 대부분은 일반적인 유형의 곡면 이지만 일부는 합리적인 곡면 이거나 부풀린 K3 곡면 또는 타원형 곡면이다.

## 예
van der Geer (1988)는 긴 예제 목록을 제공하였다.
10개의 Eckardt 점에서 부풀린 클렙쉬 곡면은 힐베르트 모듈러 곡면이다.

### 이차 수체 확대와 연관됨
{\displaystyle p=4k+1}에 대해 이차 수체 확대 {\displaystyle K=\mathbb {Q} ({\sqrt {p}})}가 주어지면  특정 몫 다형체 {\displaystyle X(p)}을 콤팩트화하고 특이점을 해결하여 얻은 {\displaystyle K=\mathbb {Q} ({\sqrt {p}})}와 연관된 힐베르트 모듈러 다형체 {\displaystyle Y(p)}가 있다.  {\displaystyle {\mathfrak {H}}}가 상반 평면을 나타내고 {\displaystyle SL(2,{\mathcal {O}}_{K})/\{\pm {\text{Id}}_{2}\}}가 {\displaystyle {\mathfrak {H}}\times {\mathfrak {H}}} 에
{\displaystyle {\begin{pmatrix}a&b\\c&d\end{pmatrix}}(z_{1},z_{2})=\left({\frac {az_{1}+bz_{2}}{cz_{1}+dz_{2}}},{\frac {a'z_{1}+b'z_{2}}{c'z_{1}+d'z_{2}}}\right)}
로 작용한다고 하자. 여기서 {\displaystyle a',b',c',d'}는 갈루아 켤레들이다. 연관된 몫 다형체는 
{\displaystyle X(p)=G\backslash {\mathfrak {H}}\times {\mathfrak {H}}}
로 표시된다..이는 다형체 {\displaystyle {\overline {X}}(p)}로 콤팩트화 될 수 있으며, cusps라고 하며, {\displaystyle {\text{Cl}}({\mathcal {O}}_{K})}의 이데알 유군과 전단사된다. 특이점을 해결하면 체 확대의 힐베르트 모듈러 다형체라고 하는 다형체 {\displaystyle Y(p)}가 제공된다. Bailey-Borel 콤팩트화 정리에 따르면 이 곡면이 사영 공간에 포함된다.

## 같이 보기
- 힐베르트 모듈러 형식
- 피카르 모듈형 곡면
- 지겔 모듈러 다형체